# William Richardson Davie

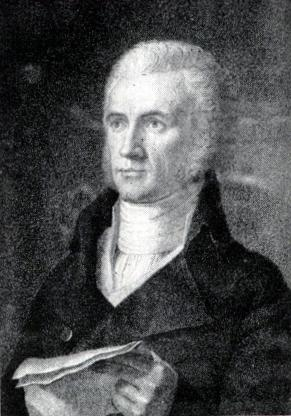
William Richardson Davie

William Richardson Davie (* 20. Juni 1756 in Cumberland England; † 5. November 1820 auf seinem Besitz Tivoli in South Carolina) war ein US-amerikanischer Politiker und zehnter Gouverneur von North Carolina.

## Frühe Jahre
Der junge William Davie kam 1764 mit seinen Eltern aus England nach South Carolina. Zu jener Zeit war das Land noch eine britische Kolonie. Die Familie baute im heutigen Lancaster County in South Carolina eine Farm auf. William wurde stark von seinem Onkel, einem Prediger der Presbyterianer, geprägt. Später besuchte William das College of New Jersey, aus dem später die Princeton University hervorging. Dort machte er im Jahr 1776 seinen Abschluss. Ein anschließendes Jurastudium in Salisbury, North Carolina, wurde zeitweise durch den inzwischen ausgebrochenen Amerikanischen Unabhängigkeitskrieg unterbrochen. Davie unterstützte die Amerikanische Revolution und trat in die Kontinentalarmee ein. Dort brachte er es bis zum Colonel. Er kämpfte in mehreren Schlachten und wurde dabei auch verwundet. Während der letzten Kriegsjahre war er für den Nachschub der Armee im Bereich von North Carolina zuständig. Nach dem Krieg und dem juristischen Examen führte er eine gut gehende Kanzlei in Halifax, North Carolina.

## Politischer Aufstieg
Zwischen 1786 und 1798 war Davie Abgeordneter im Parlament von North Carolina. 1787 war er Delegierter auf dem Kongress, der die US-Verfassung verabschiedete und anschließend gehörte er auch zu den Delegierten in North Carolina, die die neue US-Verfassung für ihr Land ratifizierten. Auch bei der Gründung der University of North Carolina spielte er eine entscheidende Rolle.

## Gouverneur von North Carolina
Im Jahr 1798 wurde er von den Abgeordneten als Nachfolger von Samuel Ashe zum Gouverneur seines Landes gewählt. In seiner nur einjährigen Amtszeit kam es mit den Nachbarstaaten Tennessee und South Carolina zu einigen heftigen Diskussionen um den Grenzverlauf. Im November 1799 trat er als Gouverneur zurück, weil er von Präsident John Adams in eine Friedenskommission berufen wurde, die nach Frankreich entsandt wurde, um den Quasi-Krieg zwischen den beiden Ländern zu beenden.

## Weitere Karriere und Tod
Auch nach seiner Rückkehr blieb der Föderalist Davie politisch aktiv. Im Jahr 1803 kandidierte er erfolglos für den US-Kongress. Bis 1807 war er Kurator der University of North Carolina. Dieses Amt hatte er bereits 1789 übernommen. 1812 wurde er von einer Minderheit seiner Partei als Kandidat für die Vizepräsidentschaft vorgeschlagen. Auch dieser Plan war nicht von Erfolg gekrönt. Am Krieg von 1812 nahm er im kommissarischen Rang eines Generals teil. Präsident James Madison wollte ihn zum Oberbefehlshaber der Armee machen, was Davie aber ablehnte. Nach seinem Rückzug aus dem öffentlichen Leben zog er sich auf sein Anwesen namens Tivoli in South Carolina zurück. Dort starb er im Jahr 1820. William Richardson war mit Sarah Jones verheiratet und hatte mit ihr sechs Kinder.